# Maria Berenice Dias
Maria Berenice Dias (Santiago, 1948) é uma jurista, advogada e ex-magistrada brasileira, desembargadora aposentada do Tribunal de Justiça do Rio Grande do Sul.
É fundadora do Instituto Brasileiro de Direito de Família (IBDFAM) e autora de diversas obras sobre direito de família.

## Biografia
Filha e neta de desembargadores, Maria Berenice Dias tornou-se, em 1973, a primeira mulher a ingressar na magistratura no estado do Rio Grande do Sul. Como desembargadora, foi presidente da Sétima Câmara Cível do Tribunal de Justiça do estado Rio Grande do Sul. A sua especialização é no julgamento de ações que envolvem o Direito de Família e Sucessões.
Foi fundadora e é vice-presidente do Instituto Brasileiro de Direito de Família (IBDFAM), entidade que veio a transformar o entendimento tradicional de o que é uma família, levando-se em conta os laços afetivos das relações familiares. 
Cunhou a palavra homoafetividade, para retirar o estigma sexual que envolviam as relações de pessoas do mesmo sexo, fazendo-se reconhecer este novo modelo de família. Essa palavra já se encontra nos recentes dicionários brasileiros.
É reconhecida internacionalmente por suas posturas progressistas em relação aos direitos da mulher na sociedade e demais minorias. Fundou o JusMulher, o Jornal Mulher, o Disque Violência, entre outros projetos mais que vieram a marcar e continuam a influenciar profundamente a sociedade brasileira moderna.
É autora do livro Homoafetividade - O Que Diz a Justiça. Recebeu o título de embaixatriz oficial brasileira do OutGames de 2006.

## Obras
- Alimentos aos Bocados
- Manual de Direito das Famílias
- Diversidade Sexual e Direito Homoafetivo
- Manual das Sucessões
- Divórcio já!
- Incesto e Alienação Parental
- A Lei Maria da Penha na Justiça
- União Homoafetiva: o preconceito e a justiça
- Manual das Sucessões
- Direito das Famílias: Contributo do IBDFAM em homenagem a Rodrigo da Cunha Pereira
- Manual de Direito das Famílias
- Conversando sobre... a mulher e seus direitos
- Conversando sobre... família, sucessões e o novo Código Civil
- Conversando sobre... justiça e os crimes contra a mulher
- Conversando sobre... o direito das famílias
- Conversando sobre...alimentos
- Conversando sobre...homoafetividade
- Direito de Família e o Novo Código Civil
- Incesto e Alienação Parental
- O Terceiro no Processo
- Obras coletivas